# Georg Mark
Georg Mark (* im 20. Jahrhundert in Salzburg) ist ein österreichischer Dirigent und Hochschullehrer.

## Leben
Mark studierte am Wiener Konservatorium Dirigieren und Violine sowie an der Universität Wien Musikwissenschaft, Philosophie und Psychologie.
Mark arbeitete weltweit mit diversen Orchestern,  in Österreich, Deutschland, Frankreich, Italien, Spanien, Belgien, Norwegen, Portugal, der Tschechischen Republik, der Slowakei, Finnland und Litauen,  Russland,  Japan,  Südkorea,  Venezuela.
Von 1991 bis 2006 war Mark erster Gastdirigent des Moskauer Tschaikowsky-Sinfonieorchesters.
Neben seiner Beschäftigung mit russischer Musik (Schwerpunkte Tschaikowsky und Schostakowitsch), spielen Werke von Joseph Haydn, Mozart, Ludwig van Beethoven, Franz Schubert, Johannes Brahms, Anton Bruckner, Gustav Mahler und Alban Berg sowie Kompositionen von Johann Strauss eine zentrale Rolle in seinem Repertoire.
Mark leitet die Dirigentenklasse am Wiener Konservatorium und legt besonderen Wert auf neue Entwicklungen der modernen Aufführungspraxis und deren Realisierung im Rahmen der Wiener Tradition. Zu seinen Studenten zählte unter anderem der Mexikaner Rodolfo Cázares.